# IKOB – Musée d'Art contemporain
L'IKOB - Musée d'Art contemporain (IKOB - Museum für Zeitgenössische Kunst) est une institution culturelle située à Eupen, dans la Province de Liège (Belgique). L’IKOB est fondé en 1993 par Francis Feidler sous le nom de "IKOB - International Art Centre East Belgium" et est rebaptisé sous le nom actuel en 2005. Depuis lors, l'IKOB est le seul musée d'art de la Communauté germanophone de Belgique.
La collection du musée est consacrée à l'art contemporain et comprend en 2021 plus de 400 œuvres d'art d’artistes belges, néerlandais, français, luxembourgeois et allemands, sur une superficie d'exposition de 800 m².

## Histoire
Après la fermeture de l'abattoir d'Eupen au début des années 1990, les responsables politiques prévoient de transformer cet espace en centre culturel. Afin de mettre en œuvre ces plans, l'exécutif de la Communauté germanophone fonde le 16 février 1993 avec Francis Feidler le "IKOB - International Art Center East Belgium", une institution qui agit comme organisation faîtière pour la coordination et le repositionnement de la scène culturelle eupenoise dans le domaine de l'art contemporain. Par manque de locaux fixes dans les premières années, les expositions et manifestations artistiques sont organisées dans des parcs publics ou dans des salles louées. 
L'IKOB attire l'attention internationale par l’exposition de sculptures "Kontakt 93" qui a lieu lors de l’ouverture en 1993 et qui comprend entre autres des œuvres de Guillaume Bijl, Jacques Charlier, Ann Veronica Janssens, Bernd Lohaus et Berlinde De Bruyckere, ainsi que par l'exposition "Volle Scheunen" en 1997. Sous l'encouragement de l'organisateur de la Documenta, Manfred Schneckenburger, des artistes de renom tels que Tony Cragg, Ugo Dossi, Wolfgang Nestler, Maik et Dirk Löbbert ou Marie-Jo Lafontaine exposent leurs œuvres.
À partir de 1999, l'IKOB trouve un local permanent en face de l'ancien abattoir dans la rue Rotenberg et utilise ses propres fonds pour aménager un entrepôt en tant qu'espace d'exposition lumineux et spacieux. Ainsi, l'IKOB commence à se constituer une propre collection à partir de 2003, collection qui contient aujourd'hui plus de 400 œuvres d'artistes renommés de Belgique, des Pays-Bas, de France, du Luxembourg et d'Allemagne, dont, par exemple, Günther Förg, Joachim Bandau et Kati Heck. Cette collection est notamment présentée en 2008 au Palais des Beaux-Arts de Bruxelles, au Museum of Young Art à Vienne et en 2009 au Museum van Bommel van Dam à Venlo sous le titre "The IKOB Collection - in progress". En 2010, l'IKOB agrandit ses salles, créant un espace pour la collection de l'IKOB en tant qu'exposition permanente ainsi que pour les expositions temporaires annuelles.
Début 2013, l'historienne de l'art et commissaire d'exposition française Maïté Vissault reprend la direction de l'IKOB de Francis Feidler. Après avoir été commissaire de sa dernière exposition à l'IKOB en 2015 avec Marcel Berlanger et Adrien Lucca, elle devient directrice de l'Institut supérieur pour l'étude du langage plastique (ISELP) à Bruxelles.
L’historien de l'art allemand Frank-Thorsten Moll lui succède à partir de 2016,. Il introduit notamment les "Entretiens d'artistes" et la série "Moll trifft" (Moll rencontre), dans laquelle des personnalités connues sont interviewées dans une atmosphère détendue, dont Gerhard Thiele (2016) ainsi que Herbert Ruland et Klaus Sames (2017). Il ouvre l'IKOB à des représentations de théâtre de chambre, comme par exemple en 2016 pour la pièce "Die Gerechten" (Les Justes) d'Albert Camus avec des acteurs de l'Euro Theater Central Bonn. En outre, l'IKOB organise des performances musicales, notamment en coopération avec le OstbelgienFestival 2017, le concert Bilder einer Ausstellung dans un arrangement pour quintette à vent et piano, ainsi que le concert "Glorious Bodies" avec le compositeur, violoniste Paul Pankert en 2017 et le Meakusma-Festival en 2017 et 2019. 
De nombreux ateliers, des dimanches en famille, des projections de films, entre autres dans le cadre du projet docfest on tour, ainsi que des lectures et des conférences continuent d’avoir lieu à l'IKOB.

## Expositions temporaires
L'IKOB propose, en plus de son exposition permanente, plusieurs expositions individuelles et collectives changeantes et thématiques chaque année. L'IKOB consacre notamment des expositions aux oeuvres de Horst Keining et Alice Smeets, Luc Tuymans, Anne-Mie Van Kerckhoven, Roger Raveel et Jonathan Meese (tous en 2012). L'IKOB expose également des œuvres de Jan Fabre et Paul Schwer (2013) ainsi que d'Ulrike Rosenbach (2014), de Jürgen Claus (2016) et rend hommage posthume à Jan Hoet. En février 2021, l'exposition "Assange Situation - Emergency" de l'artiste grec Miltos Manetas est à voir à l'IKOB.
Sous la direction de Frank-Thorsten Moll, l'IKOB se consacre durant l'année 2017 au thème du "Ressentiment". L'année 2018 a été consacrée au thème "Pragmatisme et auto-organisation" (Pragmatismus und Selbstorganisation). En, le musée se concentré sur le thème "Féminisme" et entreprend un examen de sa propre collection sous l'angle de l’égalité des genres,.

## Prix IKOB
Depuis 2005, le prix international "IKOB Art Prize for Young Visual Artists", doté de 5000 €, est décerné tous les trois ans et, à partir de 2011, tous les quatre ans à de jeunes artistes jusqu'à l'âge de 45 ans. Parmi les lauréats figurent Stefanie Klingemann (2005), Ralph Cüpper (2008) et Kati Heck (2011). En 2015, deux catégories sont instituées, la catégorie "Euregio Meuse-Rhin" étant dotée de 3000 € et la catégorie "International" de 5000 €.
En 2019, le prix a été attribué comme "Prix IKOB pour l'art féministe". Il s'agit du premier prix mondial consacré à l'art féministe, un prix s’adressant aux artistes femmes et hommes. La lauréate du 1er prix est l'artiste vidéo anglaise Helen Anna Flanagan.